# Serge Lama
Serge Claude Bernard Chauvier (Burdeos, 11 de febrero de 1943), conocido como Serge Lama, es un cantante, compositor y actor francés.

## Carrera
Su mayor éxito y canción más famosa es Je Suis Malade, escrita con Alice Dona, que ha sido interpretada por numerosos artistas incluidas Lara Fabian y Dalida.
En 1971, Lama representó a Francia en el Festival de la Canción de Eurovisión con la canción Un jardin sur la terre, con la que alcanzó la décima posición.
De septiembre de 1984 a junio de 1988 interpreta su obra teatral musical NAPOLEÓN con un éxito sin precedentes primero en París y luego en toda Francia , Bélgica y en Quebec ( Canadá ) cerca de un millón de espectadores la verán.

## Discografía
Discografía

### Singles EP
- 1964: À quinze ans/Le bouffon du roi/En ce temps-là/C'était ma femme
- 1965: Ils viendront/Clara/Fais ta valise/Le jugement dernier
- 1966: 4 chansons d'Emile Stern et de Serge Lama
- 1966: Sans toi/La guerre a vingt ans/Madame Poupon/Y'a pas à dire
- 1967: Les ballons rouges/Comment t'as fait/L'orgue de Barbara/Recto-Verso
- 1967: Sans toi/La guerre à vingt ans/Dis Pedro/Avec leurs beaux sourires
- 1967: Les roses de Saint Germain/Mon doux agneau , ma tendre chatte/Dans les usines/Dedoublement de personnalité

### Álbumes
- 1968: D'aventures en aventures
- 1969: Les ballons rouges
- 1970: Et puis on s'aperçoit
- 1971: Superman
- 1973: Je suis malade
- 1974: Chez moi
- 1975: La vie Lilas
- 1977: L'enfant au piano
- 1978: Enfadolescence
- 1979: Lama chante Brel
- 1980: Souvenirs...Attention...Danger
- 1981: Lama Père et fils
- 1982: De Bonaparte à Napoléon
- 1984: Marie La Polonaise
- 1986: Portraits de femmes
- 1987: Je t'aime
- 1992: Amald'me
- 1994: Lama
- 2001: Feuille à feuille
- 2003: Plurielles
- 2008: L'Âge d'horizons
- 2012: La balade du poète
- 2016: Où sont passés nos rêves

### Álbumes en directo
- 1974: À l’Olympia 74
- 1977: Palais des congrès 77
- 1979: Palais des congrès 79
- 1981: Palais des congrès 81 - Avec simplicité
- 1988: En concert au Casino de Paris 87
- 1996: Lama l'ami Olympia
- 1998: Symphonique Olympia
- 2003: Un jour une vie
- 2005: Accordéonissi-mots
- 2008: Best of Live

### Álbumes recopilatorios
- 1975  Le disque d'Or
- 1989: A la vie, à l'amour
- 1997: Le meilleur de Serge Lama
- 2002  Les miroirs de ma vie
- 2007: Les 50 plus belles chansons

## Teatro
- 1991: La Facture de Françoise Dorin (puesta en escena por Raymond Gérôme, Théâtre des Bouffes-Parisiens).
- 1993: Toâ de Sacha Guitry (puesta en escena por Stéphane Hillel, Théâtre Édouard VII).

## Cine y TV
- 1980: Alors,heureux? de Pierre y Marc Jolivet
- 1994: Garde à vue
- 1999: Courte échelle de Thierry Poirier